# Бећир-бег Османагић
Бећир-бег Османагић (умро 1905, Подгорица) последњи је османски бег у Подгорици, а потом црногорски војвода. Поријеклом је из значајне подгоричке породице, од које су били и подгорички забити: Ахмед-бег, Селим-бег и Алај-бег. По предању, Османагићи воде поријекло од братства Мартиновића, из Бајица.

## Црногорски војвода
Године 1879. Бећир-бег предводи делегацију подгоричких муслимана, код књаза Николе. Том приликом је изражена лојалност црногорском владару. Послије ослобођења Подгорице, Бећир-бег од књаза добија сабљу и војводску титулу. Војвода Османагић је одиграо пресудну улогу у одвраћању подгоричких муслимана од напуштања Црне Горе. Оснивач је читаонице у Подгорици, 1881. године.